# デュ・バリー夫人

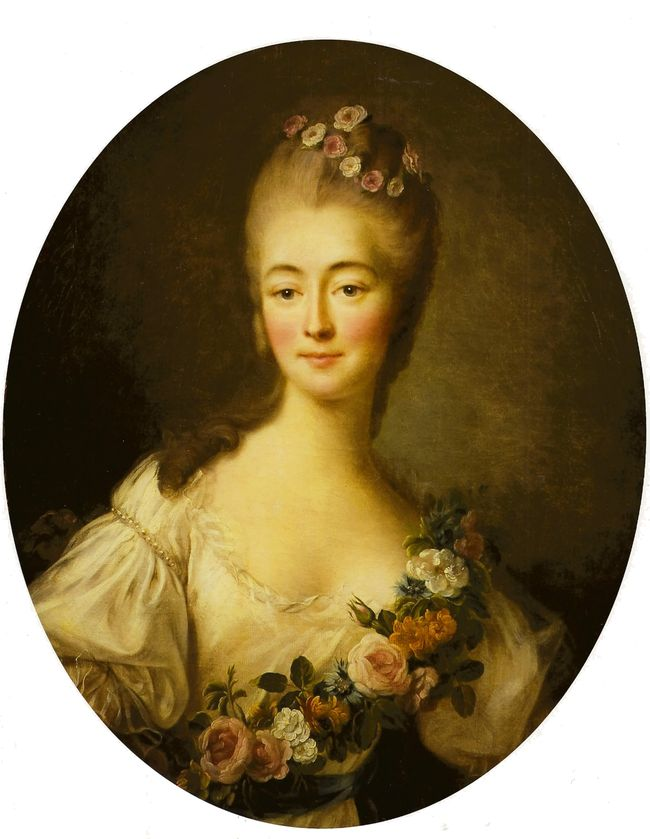
"花飾りをつけたデュ・バリー夫人" フランソワ＝ユベール・ドルエ(fr)画、(ルイ15世との初対面時の)1769年、ヴェルサイユ宮殿蔵

デュ・バリー夫人（デュ・バリーふじん, Madame du Barry, 1743年8月19日 - 1793年12月8日）は、ルイ15世の公妾。本名マリ＝ジャンヌ・ベキュー（Marie-Jeanne Bécu）。

## 生涯

フランソワ＝ユベール・ドルエ(fr)画、1770年、プラド美術館蔵

フランスのシャンパーニュ地方（現在のムーズ県ヴォクルール）の貧しい家庭に、アンヌ・ベキューの私生児として生まれた。弟が生まれて間もなく母は駆け落ちし、叔母に引き取られて育った。7歳の時、再婚した母に引き取られてパリ（現在のパリ5区など）で暮らし始めたジャンヌは、金融家の継父から大層かわいがられ、まともな教育を受けさせてもらえた。15歳で修道院での教育を終えると、初めはある家の侍女をしていたが、素行上の問題から解雇される。その後、男性遍歴を繰り返し娼婦同然の生活をしていたようだが、1760年にお針子として「ア・ラ・トワレット」という洋裁店で働き始めた。美しいジャンヌは、やがてデュ・バリー子爵に囲われると、貴婦人のような生活と引き換えに、子爵が連れてきた男性とベッドを共にした。家柄のよい貴族や学者、アカデミー・フランセーズ会員などがジャンヌの相手となり、その時に社交界でも通用するような話術や立ち居振舞いを会得したと推測される。
1769年にルイ15世に紹介された。1764年にポンパドゥール夫人を亡くしていたルイ15世は、ジャンヌの虜になって彼女を王室の公妾（maîtresse en titre）にすることに決める。しかし、デュ・バリーが公妾の地位を得るためには、貴族と結婚しなければなりませんでした。そこでデュ・バリーは、ジャンヌと彼の弟ギヨーム・デュ・バリーとの名目上の結婚を手配しました。デュ・バリー子爵の弟と結婚してデュ・バリー夫人と名を変えたマリ・ジャンヌは、型どおりの手続きを終えて、正式にルイ15世の公妾になり、社交界にデビューした。

ヴィジェ＝ルブラン画、1782年、コーコラン美術館蔵

フランス宮廷に入ったデュ・バリー夫人は、その頃オーストリアからフランス王太子ルイ＝オーギュスト（後のルイ16世）に嫁いでいたマリー・アントワネットと対立した。娼婦や愛妾が嫌いな母マリア・テレジアの影響を受けたマリー・アントワネットは、デュ・バリー夫人の出自の悪さや存在を徹底的に憎んでいたのである。加えて、かねてデュ・バリー夫人の存在を疎んじていたルイ15世の娘であるアデライード王女、ヴィクトワール王女、ソフィー王女らが、宮廷で最も身分の高い婦人であるマリー・アントワネットを味方につけようと画策したことが、この対立を一層深めた。とはいえ、デュ・バリー夫人は朗らかで愛嬌がある親しみやすい性格で、宮廷の貴族たちからは好かれていたという。

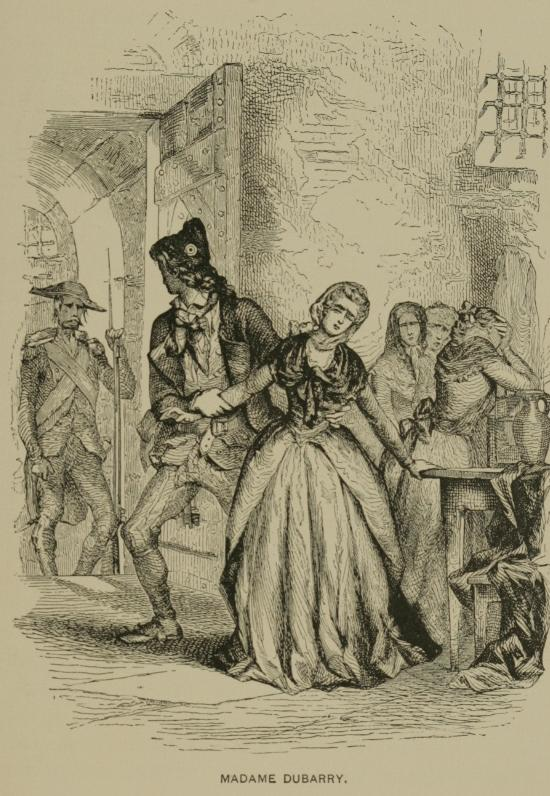
"連行されるデュバリー夫人" 作者不詳、1897年以前制作

1774年4月27日に天然痘で倒れたルイ15世の看病に努めていたデュ・バリー夫人だったが、5月9日にはポン・トー・ダム修道院へ入るよう命令が出され、危篤に陥ったルイ15世から遠ざけられた。追放同然に宮廷を追われた彼女は不遇な一時期を過ごしたが、宰相ド・モールパ伯爵やモープー大法官 (fr) などの人脈を使って、パリ郊外のルーヴシエンヌに起居し、優雅に過ごすようになった。その後はド・ブリサック元帥やシャボ伯爵、イギリス貴族のシーマー伯爵達の愛人になった。
1789年に勃発したフランス革命により、愛人だったパリ軍の司令官ド・ブリサック元帥を虐殺された後、1791年1月にイギリスへ逃れ、亡命貴族たちを援助した。しかし1793年3月に帰国した際に革命派に捕らわれると、12月7日にギロチン台へ送られた。
この時の死刑執行人のシャルル＝アンリ・サンソンと知己であった彼女は、泣いて彼に命乞いをした。しかし、これに耐えきれなかったサンソンは息子に刑の執行を委ね、結局デュ・バリー夫人は処刑された。50歳没。なぜ彼女が危険を冒して帰国したのか真相は定かでないが、革命政府によって差し押さえられた自分の城にしまっておいた宝石を取り返すのが目的だったという説がある。

## 評価

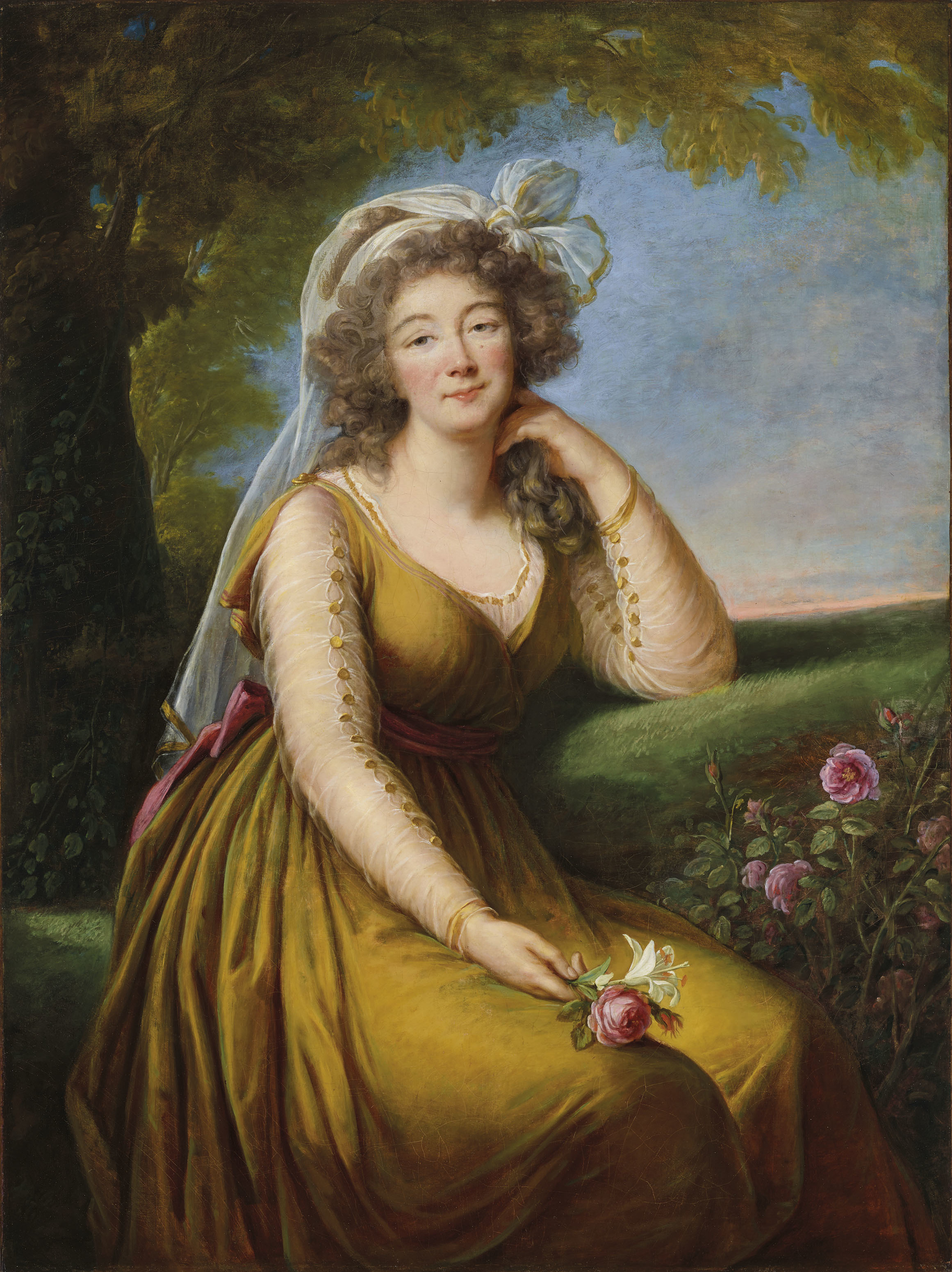
ヴィジェ＝ルブラン画、1789年、私蔵品

死刑執行人のシャルル＝アンリ・サンソンも手記に「みんなデュ・バリー夫人のように泣き叫び命乞いをすればよかったのだ。そうすれば、人々も事の重大さに気付き、恐怖政治も早く終わっていたのではないだろうか」と書き記している。

## 逸話

ジャン＝バティスト・アンドレ・ゴーチエ＝ダゴティ(fr)画、18世紀制作 (詳細年不詳)、ヴェルサイユ宮殿蔵

- ルイ15世がカリフラワーを好んでいたことにちなみ、カリフラワーのポタージュはクレーム・デュ・バリー(crème du Barry)と呼ばれている[3]。
- 1769年にルイ15世の公妾になった際、王はイヴリーヌ県のルーヴシエンヌ城をアンジュ＝ジャック・ガブリエルに改装させてデュ・バリー夫人に贈った。以来、この城は「シャトー・ド・マダム・デュ・バリー」と呼ばれるようになった。この城はフランスの国定史跡となったが、資金不足から雨漏りなど老朽化が進み、1989年に高級ホテルとしての再生利用を条件に日本人実業家・横井英樹に売却された[4][5][6]。しかし調度品がオークションにかけられたほか、城は放置状態となったため、盗難や不法侵入者の占拠などで荒廃が進み、横井の在仏関係者らが詐欺などの疑いで逮捕収監された[4]。その後、フランスの投資家が購入し、現在の姿に修復された。

## 登場する作品

### 映画
- 『Madame Du Barry』（J・ゴードン・エドワーズ監督） - 1917年のアメリカ映画。セダ・バラ主演。
- 『パッション』（エルンスト・ルビッチ監督） - 1919年のドイツ映画。原題は"Madame DuBarry（英語版）"。ポーラ・ネグリ（デュバリー夫人役）主演、ルイ15世役はエミール・ヤニングス。
- 『Du Barry, Woman of Passion』（サム・テイラー監督） - 1930年のアメリカ映画。ノーマ・タルマッジ主演。
- 『Madame Du Barry』（ウィリアム・ディターレ監督） - 1934年のアメリカ映画。ドロレス・デル・リオ主演。
- 『マリー・アントアネットの生涯』（W・S・ヴァン・ダイク監督） - 1938年のアメリカ映画。デュバリー夫人役はグラディス・ジョージ（英語版）。
- 『デュバリイは貴婦人（英語版）』（ロイ・デル・ルース監督） - 1943年のアメリカ映画[7]。ルシル・ボール主演（現代のアメリカ人歌手との二役）。
- 『Madame du Barry』（クリスチャン＝ジャック監督） - 1954年のフランス・イタリア合作映画。マルティーヌ・キャロル主演。
- 『マリー・アントワネット』（ソフィア・コッポラ監督） - 2006年のアメリカ映画。デュバリー夫人役はアーシア・アルジェント。
- 『ジャンヌ・デュ・バリー 国王最期の愛人（英語版）』（マイウェン監督） - 2023年公開のフランス映画[8]。監督自身がデュバリー夫人を演じる。ルイ15世役はジョニー・デップ[9]。

### 漫画
- 『ベルサイユのばら』（池田理代子） - 1972年-1973年『週刊マーガレット』（集英社）で連載された漫画。
- 『イノサン』（坂本眞一） - 2013年-2015年『週刊ヤングジャンプ』（集英社）で連載された漫画。
- 『イノサン Rouge』（坂本眞一） - 2015年-2020年『グランドジャンプ』（集英社）で連載された漫画。
- 『傾国の仕立て屋 ローズ･ベルタン』（磯見仁月） - 2019年- 『月刊コミックバンチ』[10]→『コミックバンチKai』[11]（新潮社）で連載中の漫画。
- 『悪役令嬢に転生したはずがマリー・アントワネットでした』（小出よしと） - 2020年-2022年『月刊コミックフラッパー』（KADOKAWA）で連載された漫画。

### アニメ
- 『ベルサイユのばら』- 1979年-1980年放映。上記同名漫画を原作とするテレビアニメ。

### ゲーム
- 『薔薇に隠されしヴェリテ』 - アイディアファクトリー（オトメイト）より2016年に発売されたPlayStation Vita用恋愛アドベンチャーゲーム。

### 関連書籍
- 飯塚信雄『デュバリー伯爵夫人と王妃マリ・アントワネット―ロココの落日』文化出版局、1985年3月。ISBN 9784579302185
- 青笹慶彦『デュバリー夫人 ～ランジェのあだ名でルイ15世の寵姫となった娼婦』2012年1月、いるかネットブックス。